# Plug-in-Hybrid

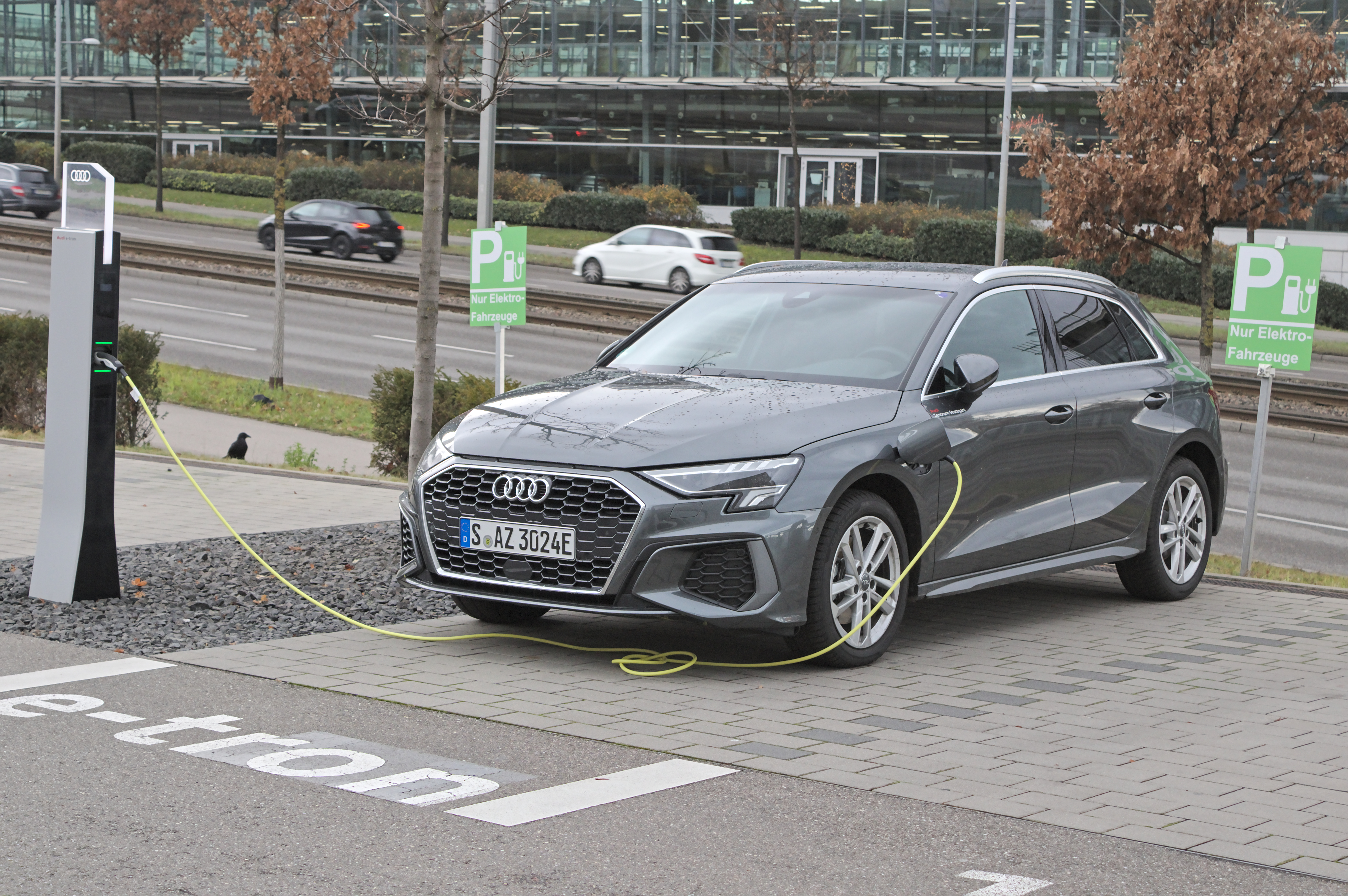
Audi A3 als PHEV

Ein Plug-in-Hybrid ist ein Kraftfahrzeug mit Hybridantrieb, dessen Antriebsbatterie sowohl über einen Verbrennungsmotor als auch über einen Stecker (englisch to plug in, „einstöpseln, anschließen“) am Stromnetz aufgeladen werden kann. Meist hat ein Plug-in-Hybridfahrzeug einen größeren Akku als ein reiner Hybrid (Vollhybrid) und ist somit näher als letzterer am Elektroauto. Eine häufig verwendete Abkürzung ist PHEV (für englisch plug-in hybrid electric vehicle).

## Eigenschaften
Plug-in-Hybrid-Fahrzeuge verbinden Vor- und Nachteile von Elektrofahrzeugen und Verbrennerfahrzeugen. Auf kürzeren Strecken und bei Verkehrseinschränkungen für Fahrzeuge mit Verbrennungsmotoren kann das Fahrzeug mit dem elektrischen Antrieb leise, lokal emissionsfrei und effizient mit Strom aus dem Akku fahren, während durch den zweiten Antrieb (z. B. den Verbrennungsmotor) auch dann noch gefahren werden kann, wenn der Akku leer ist, womit eine hohe Reichweite und schnelles Nachtanken möglich wird. Auf der anderen Seite stehen Nachteile, vor allem die Komplexität und die hohen Herstellungskosten. Diese liegen meistens, u. a. wegen des größeren Akkus, über denen eines nicht per Steckdose ladbaren Hybridfahrzeugs. Die Integration zweier weitgehend vollständiger Antriebssysteme führt außerdem zu einem erhöhten Fahrzeuggewicht. Bei einer Bauweise mit Reichweitenverlängerer (Range Extender, REX oder Extended Range Electric Vehicle EREV – s. u.) wird die Dauerhöchstgeschwindigkeit auf Langstrecken bei leerem Akku meist durch die begrenzte Leistung des Reichweitenverlängerers limitiert.

## Verbreitung
Am 1. Januar 2020 waren rund 100.000 Plug-in-Hybrid-Pkw in Deutschland zugelassen. Das entsprach rund 0,2 Prozent aller zugelassenen Pkw. Den höchsten Anteil von Plug-in-Hybrid-Pkw gab es mit 1,5 Prozent im Oberklasse-Segment, während im kleinsten Segment „Mini“ gar kein Plug-in-Hybrid-Pkw zugelassen war.

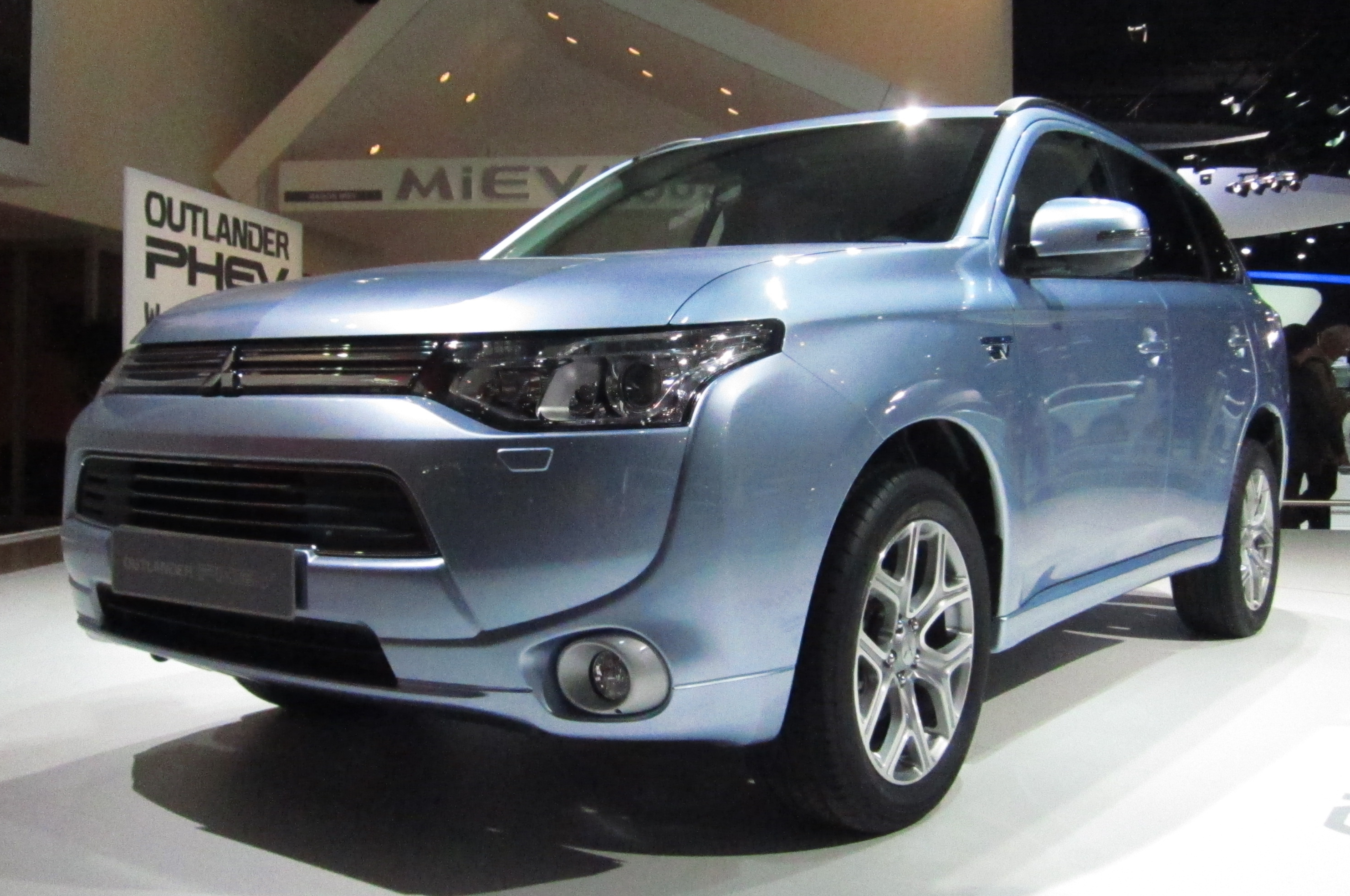
Mitsubishi Plug-in-Hybrid Outlander

Der Anteil von Plug-in-Hybrid-Pkw an allen Pkw-Neuzulassungen in Deutschland ist in den vergangenen Jahren stark gestiegen: Während er im Jahr 2015 noch bei 0,3 % lag, was 11.101 Fahrzeugen entsprach, betrug der Anteil der rund 200.000 Plug-in-Hybrid-Neuwagen im Jahr 2020 bereits 6,9 %. Neue Plug-in-Hybrid-Pkw wurden in Deutschland im Jahr 2020 mit einem Anteil von 72,2 % überdurchschnittlich oft auf einen gewerblichen Halter zugelassen. Bei allen Neuwagen lag der gewerbliche Anteil bei 62,8 % und damit gut zehn Prozentpunkte niedriger. Die Bundesregierung schätzt, dass zum 1. Oktober 2020 rund 80 Prozent der Plug-in-Hybrid-Pkw mit gewerblichem Halter als teilweise privat genutzte Dienstwagen eingesetzt werden. Die meisten Neuzulassungen von Plug-in-Hybrid-Pkw im Jahr 2020 in Deutschland entfielen auf das Volkswagen-Modell Passat. Mit dem Mitsubishi Outlander ist lediglich ein ausländischer Hersteller in der Liste der zehn zulassungsstärksten Modelle des Jahres 2020 vertreten.
Die über das WLTP-Verfahren ermittelte elektrische Reichweite von Plug-in-Hybrid-Neuwagen betrug bei den Neuzulassungen in Deutschland im Jahr 2020 durchschnittlich 52,9 Kilometer. Der Wert liegt zwar höher als noch im Jahr 2019 (47,0 Kilometer), jedoch unter dem Wert von 2018 (53,4 Kilometer).
|                                                          | 2017   | 2018     | 2019    | 2020     | 2021     | 2022     | 2023    | 2024    |
| -------------------------------------------------------- | ------ | -------- | ------- | -------- | -------- | -------- | ------- | ------- |
| Bestand am 1.1.                                          | 20.975 | 44.419   | 66.997  | 102.175  | 279.861  | 565.956  | 864.712 | 921.886 |
| Veränderung im Bestand gegenüber dem Vorjahr             |        | +111,8 % | +50,8 % | +52,5 %  | +173,9 % | +102,2 % | +52,8 % | +6,6 %  |
| neu zugelassene Plug-in-Hybrid-Pkw                       | 29.436 | 31.442   | 45.348  | 200.469  | 325.449  | 362.093  | 175.724 |         |
| Veränderung bei den Neuzulassungen gegenüber dem Vorjahr |        | +6,8 %   | +44,2 % | +342,1 % | +62,3 %  | +11,3 %  | −51,5 % |         |

## Entwicklungslinien
Die Entwicklung des Plug-in-Hybrids hat im Vergleich mit Hybridfahrzeugen ohne externe Lademöglichkeit erst vergleichsweise spät eingesetzt. Grundsätzlich lassen sich dabei zwei Entwicklungslinien unterscheiden, die durch die Weiterentwicklung zweier unterschiedlicher Antriebskonzepte geprägt sind. Sowohl die hybriden Antriebe (so genannte Vollhybride) als auch die rein elektrischen Antriebe können als Vorläufer betrachtet werden.
Bei den Vollhybriden, z. B. Toyota Prius, kann in bestimmten Fahrzuständen (betriebswarm, geringe Geschwindigkeit, geringer Leistungsbedarf) rein elektrisch gefahren werden. Der Akku muss zunächst jedoch entweder direkt durch den Verbrennungsmotor geladen werden oder indirekt durch die Nutzbremse bzw. Rekuperation. Ist der Akku weitgehend entladen, dann wird der elektrische Antrieb von der Steuerung nicht freigegeben. Der Akku eines PHEV aus dieser Entwicklungslinie ist meist nicht viel größer als der eines Vollhybrids. Er kann jedoch auch an einer Stromtankstelle oder der heimischen Steckdose aufgeladen werden. Dadurch kann ein deutlich größerer Anteil der gefahrenen Kilometer ohne Verbrennen von Benzin erfolgen als bei einem Vollhybrid, muss doch die für elektrisches Fahren notwendige Energiemenge nicht erst während der Fahrt mit dem Verbrennungsmotor erzeugt werden, sondern kann bereits durch vorheriges Aufladen an der Steckdose bereitgestellt werden.
Die Entwicklung eines PHEV basierend auf einem Elektrofahrzeug mit einem Range Extender erfolgte aus einer ganz anderen Motivation heraus. Hier sollte zum Teil auf der Basis eines Elektrofahrzeugs die Möglichkeit geschaffen werden, die Fahrt fortzusetzen und ggf. den Akku auch während einer Fahrt aufladen zu können, wenn der Ladezustand eine Weiterfahrt sonst unmöglich gemacht hätte. Beim BMW i3 kann der optionale Zweizylindermotor aus einem Roller nur den Akku laden, aber nicht mechanisch die Räder antreiben, wodurch der i3 ein sogenanntes „serielles Hybridfahrzeug“ ist. Im Opel Ampera dient der Verbrennungsmotor vor allem als Stromerzeuger für den elektrischen Antrieb, wenn der Ladezustand der Batterie zu niedrig ist; dabei dient der zweite Elektromotor als Generator. Sowohl der zweite E-Motor als auch der Verbrennungsmotor können bei Bedarf, z. B. höhere Geschwindigkeiten, mechanische Antriebsleistung erbringen, indem sie über ein Planetengetriebe des Voltec-Antriebs in den Antriebsstrang eingekuppelt werden. Der große „erste“ Elektromotor ist immer der Hauptantriebsmotor.
Der Unterschied zwischen den beiden Plug-in-Charakteristiken, PHEV nah am Vollhybrid oder nah am E-Fahrzeug, besteht im Wesentlichen darin, welche Energiezuführung die primäre und welche die sekundäre ist. Während der Antrieb mit einem Elektromotor durch die Bezeichnung „hybridelektrisch“ festgelegt ist, lässt der Begriff die Art des zweiten Antriebs erst einmal offen. In der Regel ist dieser jedoch ein konventioneller Verbrennungsmotor, so bei dem ab 2003 angebotenen, aber mittlerweile wieder eingestellten Renault Kangoo Elect'road.

## Beispiele
Der BYD F3DM ist das weltweit erste in Massenproduktion hergestellte Plug-in-Hybrid. Er wurde zwischen 2008 und 2013 vom chinesischen Automobilhersteller BYD Auto gebaut.
Mitsubishi stellte auf dem Pariser Autosalon 2012 mit dem Plug-in Hybrid Outlander den ersten Plug-in-Hybrid-Allrad-SUV der Welt vor. Dank seines Lithium-Ionen-Akkumulators mit einer Kapazität von 12 kWh erreicht er eine rein elektrische Reichweite von 52 km.
Der weltweit erste Van, der auch als Plug-in-Hybrid produziert wird, ist der Chrysler Pacifica Hybrid.
Weitere Fahrzeuge sind in der Liste der Hybridautomobile in Serienfertigung aufgeführt.

## Kritik
Die Klimabilanz von Plug-in-Hybridfahrzeugen hängt wesentlich davon ab, wie häufig es elektrisch gefahren wird. Ein White Paper des Fraunhofer-Instituts für System- und Innovationsforschung und des International Council on Clean Transportation zeigt, dass bei Plug-in-Hybriden im tatsächlichen Fahrbetrieb vorrangig der Verbrennungsmotor genutzt wird. In Deutschland werden bei Fahrzeugen von Privatpersonen im Schnitt 43 Prozent der Strecken elektrisch gefahren, bei Firmenwagen sind es 18 Prozent der Strecken. Ein Vergleich des Kraftstoffverbrauchs zwischen dem standardisierten NEFZ-Test und dem Realbetrieb zeigt folglich eine deutliche Diskrepanz auf. So ist bei Privatfahrzeugen in Deutschland der Verbrauch im Realbetrieb zwei bis vier Mal so hoch wie im Testzyklus, bei Dienstwagen liegt der Faktor bei drei bis vier. In den USA, Kanada und Norwegen ist der Verbrauch hingegen nur doppelt so hoch. Schuld an dieser Diskrepanz sei die seltene Nutzung der Ladeinfrastruktur. So würden Privatnutzer in Deutschland ihr Fahrzeug nur an drei von vier Fahrtagen laden, Dienstwagen würden nur an jedem zweiten Fahrtag geladen. Eine ebenfalls geringe Nutzung gebe es in China, wohingegen sie in Norwegen und den USA höher liege. Eine Handlungsempfehlung des Papers sind realistischere Tests, Anreize für das häufigere Laden und eine bessere Förderung für die Installation einer privaten Ladestation.
Auch an anderer Stelle wird auf fehlende Lade-Anreize verwiesen. So wird bei Dienstwagen die recht seltene Nutzung des Elektroantriebs darauf zurückgeführt, dass Fahrer oftmals von ihren Arbeitgebern Tankkarten ausgestellt bekommen, mit denen kostenlos getankt werden kann, wohingegen das Laden selbst bezahlt werden muss. Selbst wenn das Fahrzeug vor Fahrtantritt geladen wurde, kann es im Fahrbetrieb zu einer Nutzung des Verbrennungsmotors kommen, wenn die Akkukapazität nicht ausreichend hoch ist. Eine Arbeitsgruppe der von der Bundesregierung eingesetzten Nationalen Plattform Zukunft der Mobilität kommt zu dem Schluss, dass elektrische Reichweiten von etwa 80 bis 100 Kilometern im Realbetrieb angestrebt werden sollten. Nach Angaben der Bundesregierung hatten jedoch nur 3,1 % der in Deutschland im Jahr 2020 neu zugelassenen Plug-in-Hybrid-Pkw eine elektrische Reichweite von mehr als 80 Kilometern.
2007 hatte Hondas Präsident Takeo Fukui die Entwicklungslinie der Plug-in-Hybride kritisiert: Er betrachte diese Fahrzeuge als batteriebetriebene Elektrofahrzeuge, die überflüssigerweise einen Verbrennungsmotor und Benzintank mit sich herumschleppen.

## Förderung
Beim Kauf oder beim Leasing eines Plug-in-Hybridfahrzeugs bis Ende des Jahres 2022 konnte in Deutschland grundsätzlich ein staatliches Förderprogramm in Anspruch genommen werden. Die Förderbeträge waren etwas niedriger als für reine Elektroautos. Zwischen der Einführung des Programms im Jahr 2016 und Ende 2020 wurden Plug-in-Hybridfahrzeuge mit insgesamt rund 278 Mio. Euro gefördert. Aufgrund der im Alltag meist schlechteren Ökobilanz von Plug-in-Hybriden wurde diese Förderung kritisiert. Seit 1. Januar 2023 ist die Förderung für Plug-in-Hybridfahrzeuge nicht mehr möglich.
Vorteile bestehen in Deutschland seit dem Jahr 2019 auch durch eine Besserstellung von Plug-in-Hybridfahrzeugen gegenüber konventionell betriebenen Fahrzeugen im Rahmen der Dienstwagenbesteuerung. Die Bundesregierung schätzt die dadurch entstandenen Steuermindereinnahmen für das Jahr 2019 auf 35 Mio. Euro und für das Jahr 2020 auf 95 Mio. Euro.
Plug-in-Hybridfahrzeuge, die die Mindestanforderungen des Elektromobilitätsgesetzes erfüllen und ein E-Kennzeichen besitzen, können in Deutschland von Kommunen im Straßenverkehr bevorrechtigt werden. Dazu kann beispielsweise kostenfreies Parken oder die Mitbenutzung von Busspuren gehören.

## Alternative Ansätze und Varianten

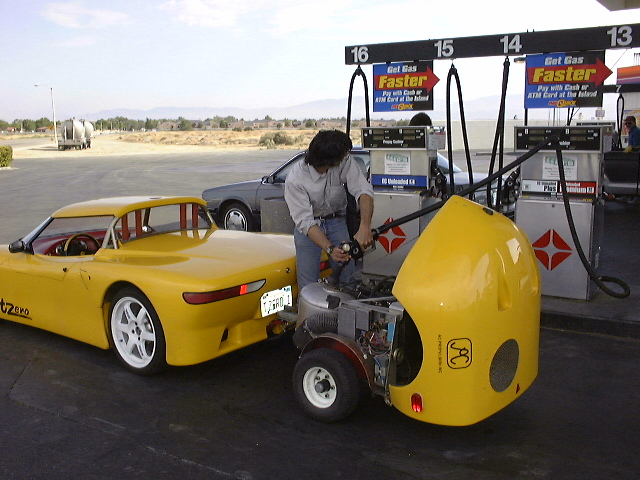
Sonderform des Hybrid: Im Wagen Elektromotor und Akkus, im Anhänger bei Bedarf Verbrennungsmotor, Treibstofftank und Generator, der Genset trailer von AC Propulsion tzero

Um die Zusatzlast (Mehrgewicht) im Alltagsbetrieb in Fällen zu vermeiden, in denen die Reichweite der Batterien ausreicht, wurden drei Konzepte entwickelt:
- Die Mindset AG unter Leitung von Murat Günak wollte den Verbrennungsmotor mühelos ausbaubar gestalten. Die Entwicklung wurde jedoch 2009 weitgehend eingestellt.[22][23][24]
- Die US-Firma AC Propulsion setzt auf einen Generatorenanhänger, den sie Genset trailer nennt. Das Zusatzgewicht wird also nur für Langstrecken mitgeführt.
- Beim Prototyp Opel Twin wurden entweder Batterie und Elektroantrieb mitgeführt oder für Langstrecken ein Dreizylinder-Verbrennungsmotor.